# Partito Liberale (Moldavia)
Il Partito Liberale (in romeno: Partidul Liberal) è un partito politico moldavo di centrodestra fondato nel 1993; noto inizialmente con la denominazione Partito della Riforma (Partidul Reformei), ha assunto l'odierna denominazione del 2005.
Il Presidente del partito è Mihai Ghimpu; suo nipote, Dorin Chirtoacă, è il vicepresidente.

## Storia
Alle elezioni locali del 2007 il partito ottenne il 18,31% al comune di Chișinău e 11 seggi al Consiglio Municipale di Chişinău.
Alle elezioni parlamentari in Moldavia dell'aprile 2009 il partito ha ottenuto il 13,13%, ottenendo 15 seggi su 101 al Parlamento. Nelle elezioni anticipate di luglio 2009 ha ottenuto invece il 14,61%, restando a quota 15 seggi.

## Coalizione di governo
A partire dall'8 agosto 2009, il Partito fa parte della coalizione di governo, denominata Alleanza per l'Integrazione Europea, di cui fanno parte anche il Partito Liberale Democratico di Moldavia (18 seggi), il Partito Democratico della Moldavia (13 seggi) e il Partito Alleanza "Moldavia Nostra" (7 seggi).

## Risultati elettorali
| Elezione       | Voti             | %                | Seggi            |
| -------------- | ---------------- | ---------------- | ---------------- |
| 1994           | 41 980           | 2,36             | 0 / 101          |
| 1998           | 8 844            | 0,54             | 0 / 101          |
| 2001 (col PNR) | 10 686           | 0,67             | 0 / 101          |
| 2005           | Non presentatosi | Non presentatosi | Non presentatosi |
| 2009 (Apr.)    | 201 879          | 13,13            | 15 / 101         |
| 2009 (Lug.)    | 232 108          | 14,68            | 15 / 101         |
| 2010           | 171 445          | 9,96             | 12 / 101         |
| 2014           | 154 507          | 9,67             | 13 / 101         |
| 2019           | 17 741           | 1,25             | 0 / 101          |